# Jimmy Darden
James Wesley Darden, detto Jimmy (Cheyenne, 19 giugno 1922 – Arvada, 29 aprile 1994), è stato un cestista e allenatore di pallacanestro statunitense, professionista nella NBL, nella NBA e nella NPBL.

## Carriera
Venne selezionato dai Chicago Stags nel Draft BAA 1947.

## Palmarès
- Campione NCAA (1943)